# Crisis
Crisis var ett punkband som bilades 1977 i England, med gitarristen Lester Jones, basisten Tony Wakeford och andregitarristen Douglas Pearce som kärnmedlemmar och huvudsakliga låtskrivare. Bandet gjorde sig till en början kända genom att medverka i flera vänsterpolitiska och antirasistiska sammanhang, och flera av medlemmarna var också aktiva inom trotskistiska organisationer, som Socialist Workers Party. Ursprungligen influerades Crisis av The Clash, men eftersom bandet ofta spelade på demonstrationer fick deras musik snart en långsam, militaristisk karaktär.

## Historia
År 1978 uppmärksammades bandet av John Peel, som bjöd in dem till sitt radioprogram för att spela fyra låtar. Den första singeln, "No Town Hall", kom ut i mars 1979 på ett skivbolag bildat av Peckham Action Group, en lokal protestorganisation som motverkade byggandet av ett nytt stadshus i Southwark. Ännu en singel från spelningen hos Peel gavs ut under hösten samma år, med låten "UK 79" och med "White Youth" på b-sidan. I augusti och september 1979 turnerade Crisis i Norge på initiativ av Sosialistisk Ungdom. Våren därpå gavs en mini-LP ut med titeln Hymns of Faith. Bandet upplöstes 10 maj 1980 efter en sista spelning som förband till Bauhaus. Efter bandets upplösning bildade Pearce och Wakeford bandet Death in June. De sista två låtarna från Peelspelningen, "Alienation" och "Brückwood Hospital", gavs ut 1981.

## Diskografi

### Studioalbum
- 1980 – Hymns of Faith

### Singlar
- 1979 – No Town Hall
- 1979 – UK '79 / White Youth
- 1981 – Alienation / Brückwood Hospital